# Hortense Montefiore-Bischoffsheim
Pour les articles homonymes, voir Montefiore.
Hortense Montefiore-Bischoffsheim, née le 14 février 1843 à Bruxelles et morte le 26 juillet 1901 à Esneux, est une philanthrope belge.

## Biographie

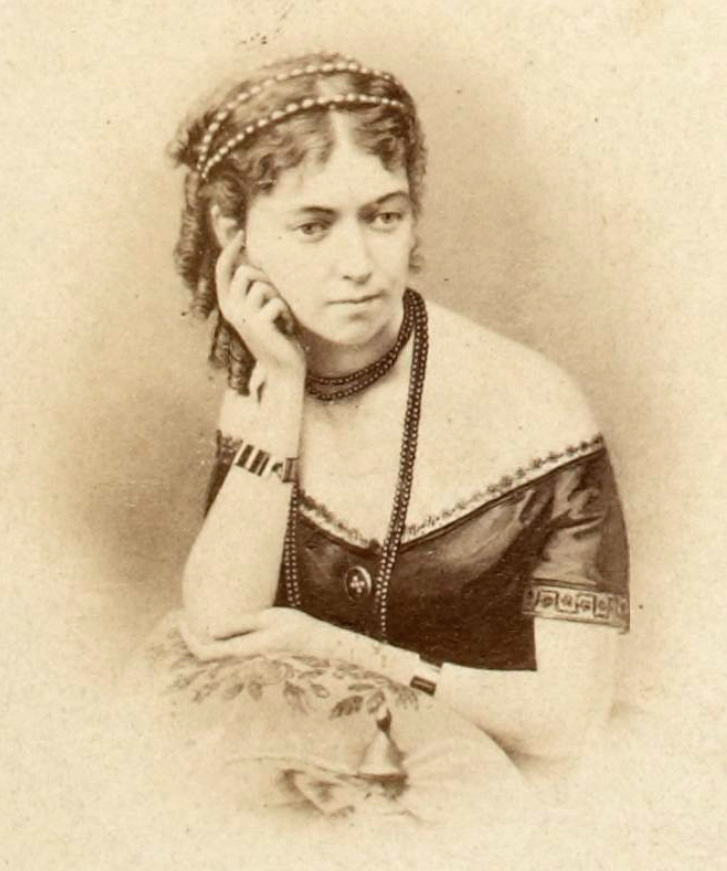
Hortense Montefiore dans sa jeunesse.

Fille de Jonathan-Raphaël Bischoffsheim, banquier à Bruxelles, et de Henriette Goldschmidt, Hortense Bischoffsheim est la sœur de Ferdinand Bischoffsheim (1837-1909).
Elle perd l'usage de ses jambes, à la suite d'une chute du berceau.
Elle épouse en 1866 Georges Montefiore-Levi, ingénieur et homme d'affaires actif dans la région liégeoise. Le couple s'installe à Esneux, dans la région de Liège, où ils acquièrent en 1882 le château du Rond-Chêne.
À partir de 1887, Georges et Hortense Montefiore-Levi élèvent au château du Rond-Chêne Lucienne Premelic Hirsch, la fille adoptive de Maurice de Hirsch et de Clara Bischoffsheim (1833-1899), la sœur aînée d'Hortense.
À l'ouverture de son testament en 1901, on découvre la conversion d'Hortense Bischoffsheim au catholicisme ; l'affaire est relatée dans toute la presse européenne et contraint son mari Georges Montefiore-Levi à abandonner son mandat de sénateur libéral.

## Action philanthropique

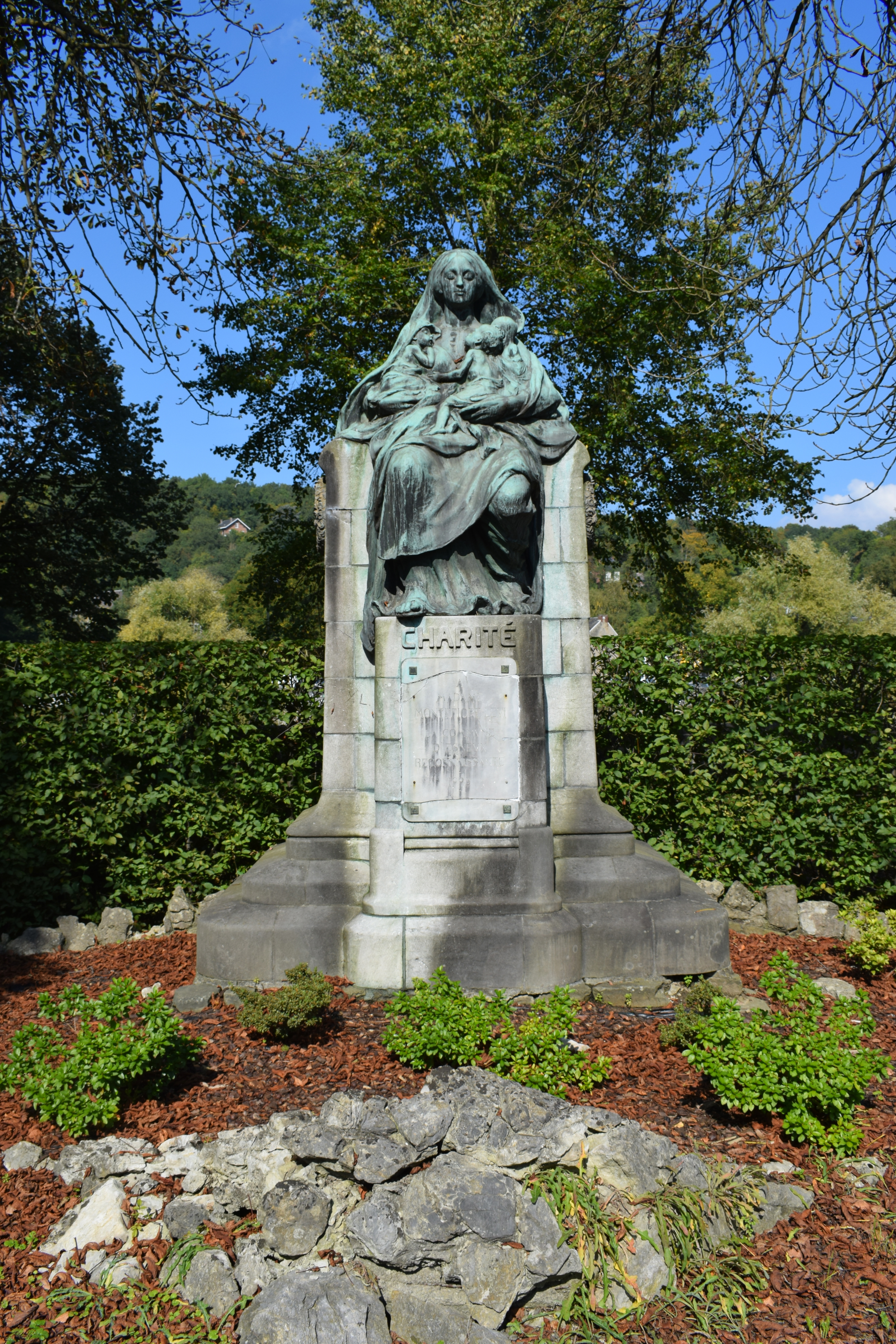
Monument à Hortense Montefiore-Bischoffsheim à Esneux.

À l'instar de la plupart des membres de sa famille, Hortense Bischoffsheim est à la base de nombreuses actions philanthropiques.
- Création à Esneux d'un asile pour enfants chétifs et convalescents, destiné aux enfants liégeois sans distinction de confession. Les bâtiments ont servi jusqu'en 1975, à l'usage de l'ONE (Office de la naissance et de l'enfance).
- 1888 et 1891 : don de vingt fontaines-abreuvoirs à la ville de Liège, destinées aux passants, aux chevaux, aux chiens et aux oiseaux, connus sous le nom de « fontaines Montefiore ».

## Hommages
- 1908 : Monument à Hortense Montefiore-Bischoffsheim, par le sculpteur Oscar Berchmans, avenue Montefiore, à Esneux.